# Bridget Kelly

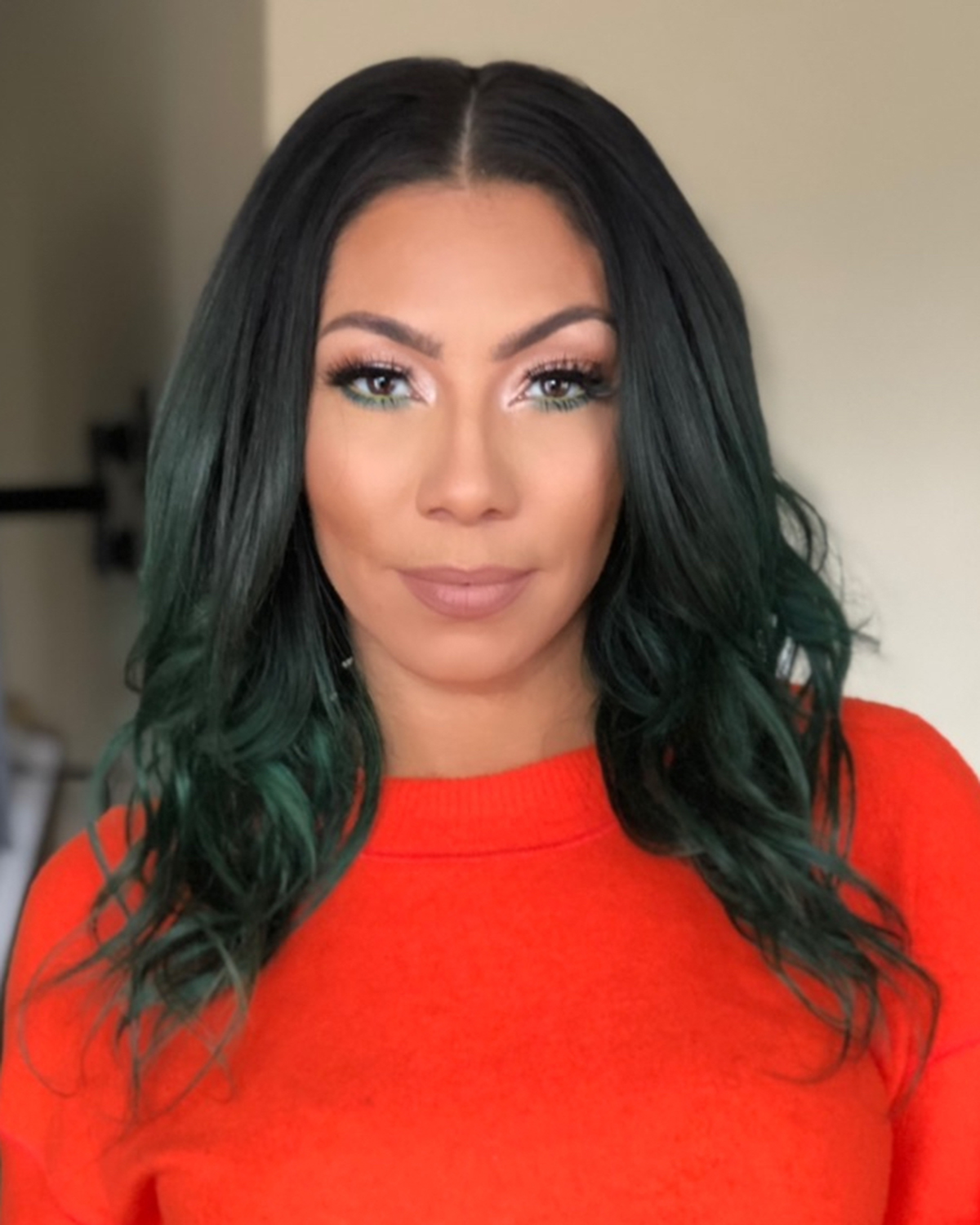
Bridget Kelly (2018)

Bridget Kelly (* 8. April 1986 in New York City)  ist eine US-amerikanische Pop-Sängerin.

## Karriere
Bridget Kelly wuchs im New Yorker Stadtteil Chelsea, Manhattan auf. Sie absolvierte die bekannte Fiorello H. LaGuardia High School of Music & Art and Performing Arts in Manhattan. Kelly ist zusammen mit dem Rapper Jay-Z aufgetreten, so auch in Deutschland bei den MTV European Music Awards 2009 am 5. November 2009 in Berlin. Sie übernahm darin die Rolle von Alicia Keys bei der Ode an New York Empire State of Mind. 2010 trat sie erneut mit Jay-Z bei den Geschwisterfestivals Rock am Ring und Rock im Park auf. Im November 2010 wurde das Video von Tinchy Stryder Take the World mit Bridget Kelly veröffentlicht.
Kelly kürzt häufig selbst ihren Namen mit BK oder BeeKay ab. Sie arbeitet mit dem Label Roc Nation im Umfeld von Jay-Z.